# 音更町立柳町小学校
音更町立柳町小学校（おとふけちょうりつやなぎまちしょうがっこう）は、北海道十勝総合振興局管内の河東郡音更町に所在する公立小学校。

## 概要
- 児童数 247名
- 教職員数 25名
- 学級数
  - 普通学級 10学級
  - 特別支援学級 6学級

2024年（令和6年）12月現在

## 沿革
以下、学校の沿革から抜粋 。
- 1977年（昭和52年）
  - 4月11日 開校式挙行。
  - 9月 校歌・校章制定。
  - 10月 校訓設定。
- 1978年（昭和53年）
  - 5月 グラウンド整備。
  - 10月 教室増築。
- 1979年（昭和54年）
  - 6月 小型球形ウイルス（音更因子）による嘔吐下痢症集団発生。
- 1981年（昭和56年）
  - 4月 学級増のためプレハブ教室増築。
- 1982年（昭和57年）
  - 4月 緑陽台小学校新設分離に伴いプレハブ教室撤去。
- 1986年（昭和61年）
  - 11月 開校10周年記念式典挙行。
- 1993年（平成5年）
  - 1月 釧路沖地震による校舎破損。
- 1996年（平成8年）
  - 12月 開校20周年記念講演開催。
- 2007年（平成19年）
  - 11月 開校30周年記念式典挙行。

## クラブ活動
- 実験クラブ
- 家庭科クラブ
- ダンスクラブ
- 室内スポーツクラブ
- ものづくりクラブ
- 屋外スポーツクラブ
- 読書クラブ
- イラストクラブ
- 室内ゲームクラブ

## 周辺
- 音更柳町簡易郵便局
- 柳町認定こども園
- 共栄コミュニティセンター
- とかち広域消防事務組合音更消防署
- 北海道電力帯広電力所